# Sau Sovanney
Sau Sovanney (tiếng Khmer: សៅ សុវណ្ណី; sinh ngày 5 tháng 9 năm 1981) là một sĩ quan quân đội Campuchia và hiện là Trung tướng kiêm Phó Tổng thư ký Cơ quan Vũ khí Hóa học Quốc gia, với trách nhiệm ứng phó khẩn cấp nhằm ngăn chặn, bảo vệ, phát hiện và giảm thiểu tác hại của vũ khí hóa học. Ông nhập ngũ vào năm 1996. Đến tháng 2 năm 2017, ông trở thành sĩ quan trẻ nhất được thăng cấp Trung tướng với quân hàm ba sao. Quan hệ Quốc tế liên quan đến Cấm Vũ khí Hóa học, Hạt nhân, Sinh học và Phóng xạ. Nhiệm vụ quân sự trước đây của ông là Thiếu tướng quân đội Campuchia, và Phó Giám đốc phụ trách Chiến tranh Hóa học, tương lai quân đội Campuchia. Sau là tác giả cuốn sách Thẩm quyền của Tổng thư ký Quốc hội. Ông được phong tặng danh hiệu Oknha từ Quốc vương Norodom Sihanouk vào năm 2003.
Thẩm quyền của Tổng thư ký Quốc hội là một cuốn sách được Sau biên soạn nhằm tìm hiểu thông tin về các chức năng và quyền hạn của Quốc hội Campuchia. Cuốn sách được viết như một phần của luận án tiến sĩ của ông tại Đại học Kemarak.

## Tiểu sử
Sau sinh tại Phnôm Pênh vào ngày 5 tháng 9 năm 1981. Ông học trung học tại trường Trung học Khu vực Norristown, tốt nghiệp loại Giỏi và hơn hết Sau cũng có bằng liên kết về Khoa học Quản trị Kinh doanh tại Đại học Cộng đồng Quận Montgomery. Ông nhập ngũ vào quân đội Campuchia năm 1996. Sau có bằng Cử nhân Tài chính và Thạc sĩ Kinh tế tại Đại học Temple và ông cũng nhận bằng Thạc sĩ Luật tại Đại học Công nghệ Poly Chamroeun, và bằng Tiến sĩ Luật tại Đại học Khemarak.
Sau Sovanney giữ chức Phó Chủ tịch Tổ công tác Đảng Nhân dân Campuchia tại huyện Romdoul, tỉnh Svay Rieng, ngoài nhiệm vụ quân sự chuyên nghiệp, ông còn tích cực tham gia nhiều chương trình xã hội và chủ động đến thăm và kiểm tra tất cả các dự án Chùa chiền thay mặt Thủ tướng Campuchia Hun Sen tại huyện Romdoul, tỉnh Svay Rieng. Ông tích cực tham gia nhiều hoạt động phúc lợi và đã đích thân đến Bệnh viện huyện và Bệnh viện tỉnh Svay Rieng để tặng thuốc và huyết thanh thay mặt cho Chủ tịch Hội đồng Chữ thập đỏ Campuchia Bun Rany, tỉnh Svay Rieng. Ông cũng tích cực vận động thay mặt Đảng Nhân dân Campuchia để thu hút thành viên mới gia nhập đảng. Khi còn là Thiếu tướng, ông đã đến thăm các trường học để kiểm tra cơ sở hạ tầng và quyên góp tiền xây dựng phòng học thay cho Thủ tướng Campuchia Samdech Akeak Moha Sena Padey Techo Hun Sen tại huyện Romdoul, tỉnh Svay Rieng. Bên cạnh đó, ông cũng tham gia vào một số hoạt động khác để thúc đẩy các hoạt động nhân đạo cho các trại trẻ mồ côi và khuyết tật.